# Valdis Zatlers

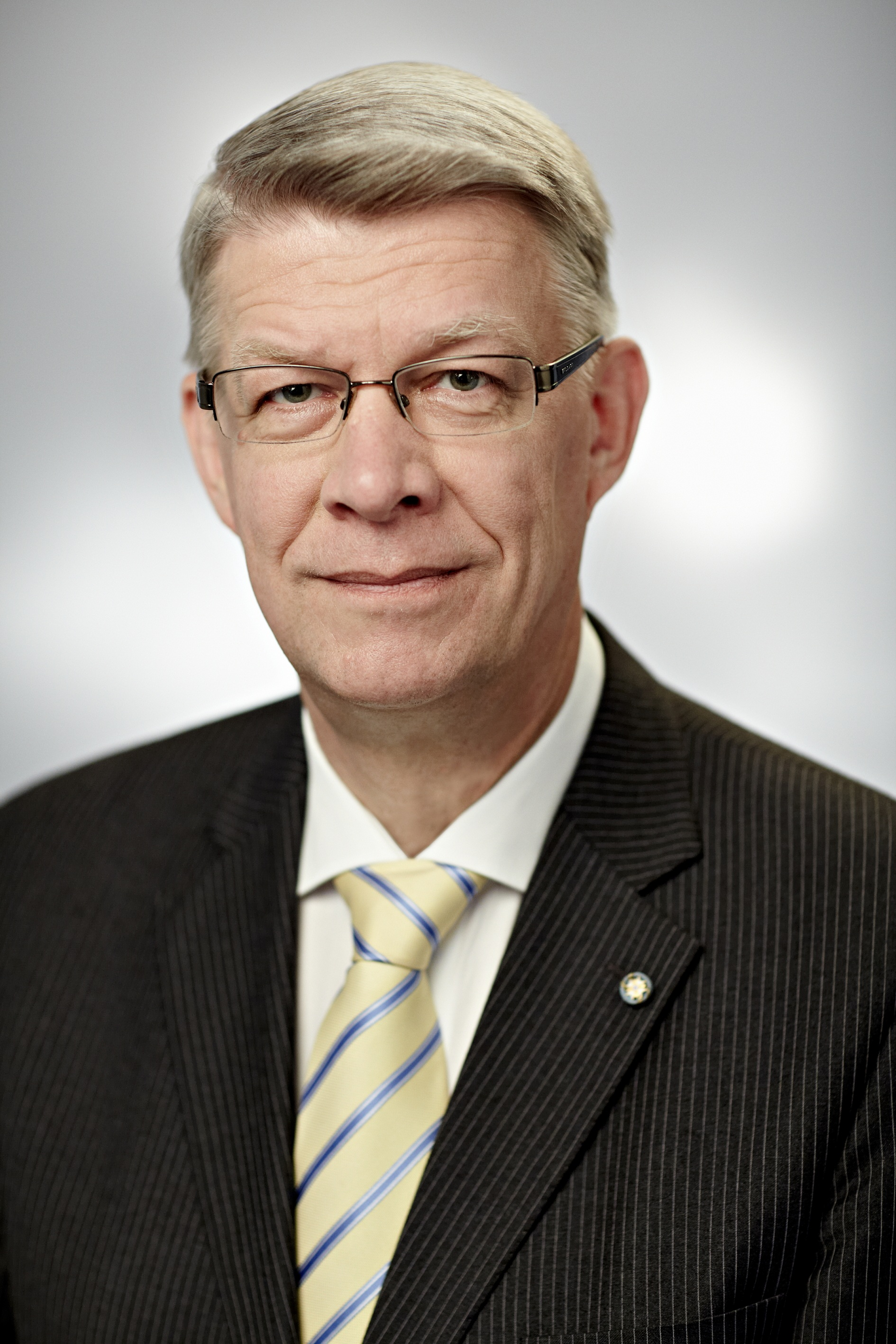
Valdis Zatlers

Valdis Zatlers (* 22. März 1955 in Riga, damals Lettische SSR, Sowjetunion) war vom 8. Juli 2007 bis zum 7. Juli 2011 Präsident Lettlands. Er ist im bürgerlichen Beruf Arzt. Im April 2007 wurde Zatlers mit dem lettischen Drei-Sterne-Orden vierten Grades ausgezeichnet. Sein Familienname ist eine lettische Entlehnung des deutschen Namens Sattler und wird auch dementsprechend ausgesprochen.

## Beruflicher Werdegang
Zatlers ist orthopädischer Chirurg, er machte seinen Abschluss am Medizinischen Institut Riga im Jahr 1979. Nach Beendigung seines Studiums trat er eine Anstellung im 2. Rigaer Krankenhaus an und wurde 1985 Leiter der dortigen Unfallchirurgie. Von 1994 bis zu seinem Amtsantritt als Präsident war Zatlers Direktor des Orthopädischen und Unfallchirurgischen Krankenhauses Riga.
In den Jahren 1990 und 1991 verbrachte Zatlers fünf beziehungsweise zwei Monate an den US-amerikanischen Universitäten Yale und Syracuse. Er beteiligte sich vor Ort an der medizinischen Versorgung der Opfer der Nuklearkatastrophe von Tschernobyl. Zatlers spricht neben Lettisch fließend Russisch und beherrscht auch Englisch.

## Politische Laufbahn
Valdis Zatlers war 1988 und 1989 Vorstandsmitglied der Lettischen Volksfront.

Flagge des Präsidenten der Republik Lettland

Erst kurze Zeit vor der Wahl, am 22. Mai 2007, nominierte ihn die regierende Mitterechtskoalition offiziell als Präsidentschaftskandidaten. Zatlers war zu jenem Zeitpunkt parteilos, war allerdings 1998 Mitunterzeichner des Gründungsprogramms der Lettischen Volkspartei.
Zatlers errang am 31. Mai 2007 bei der Abstimmung des lettischen Parlaments 58 von 98 Stimmen gegen den als Korruptionsgegner bezeichneten Kandidaten Aivars Endziņš, welchem seine unkritische Haltung gegenüber dem früheren Sowjetregime vorgeworfen wurde. Endziņš wurde von einer lettischen NGO offen unterstützt, wohingegen Zatlers die illegale Annahme von Geldbeträgen für medizinische Behandlungen vorgehalten wurde. Zwar sind solche Zahlungen in Lettland durchaus üblich, doch weigerte sich Zatlers in ersten Interviews nach seiner Wahl, auf die Entgegennahme „von Umschlägen“ einzugehen.
Die frühere Präsidentin Vaira Vīķe-Freiberga äußerte sich im Vorfeld kritisch über beide Kandidaten, jedoch stimmte nur eine Abgeordnete der Saeima, Karina Pētersone, die selbst vorübergehend Kandidatin war, gegen beide Bewerber. Am 8. Juli 2007 löste Zatlers Vaira Vīķe-Freiberga im Amt ab.
Am 28. Mai 2011 beantragte Zatlers beim Verfassungsgericht die Auflösung des Parlaments. Das Parlament hatte sich zuvor geweigert, die Immunität des Abgeordneten Ainārs Šlesers aufzuheben, gegen den wegen Korruption ermittelt werden soll. Die lettische Antikorruptionsbehörde hatte wegen zwielichtiger Machenschaften eine Untersuchung gegen Šlesers, einen der reichsten Männer des Landes, angestrengt. In einer Fernsehansprache forderte Zatlers eine konsequentere Bekämpfung der Korruption. Die lettische Bevölkerung nahm seinen Antrag am 23. Juli 2011 in einem Referendum über die Auflösung des Parlaments mit großer Mehrheit an.
Bei der turnusgemäßen Wahl des neuen Staatspräsidenten im Parlament am 2. Juni 2011 erhielt Zatlers im zweiten Wahlgang 41 von 100 Stimmen; sein Kontrahent Andris Bērziņš vereinigte 53 Stimmen auf sich. Zatlers wurde durch die regierende Vienotība-Allianz und die nationalkonservativen Oppositionsparteien Tēvzemei un Brīvībai/LNNK und Nacionālā apvienība „Visu Latvijai!“ – „Tēvzemei un Brīvībai/LNNK“!Visu Latvijai unterstützt, während die regierende ZZS, der Oligarchenblock Par Labu Latviju! (der LPP/LC und Tautas partija vereinigt) und das prorussische Saskaņas Centrs mehrheitlich für Bērziņš stimmten.
Am 23. Juli 2011, dem Tag des von ihm veranlassten Referendums, gründete Zatlers eine neue Partei mit dem Namen Zatlera Reformu partiju (ZRP).

## Privatleben
Valdis Zatlers ist verheiratet, hat drei Kinder und gibt als Hobbys Kochen, Bildhauerei und Musik an. Im Sommer 2012 musste er sich einer Operation wegen Krebs unterziehen und war deswegen politisch weniger aktiv.

## Auszeichnungen
- 2008: Orden des Fürsten Jaroslaw des Weisen I. Klasse[7]
- 2009: Heydər-Əliyev-Orden[8]
- 2009: Collane des Ordens des Marienland-Kreuzes[9]
- 2009: Collane des Ordens de Isabel la Católica[10]
- 2010: Collane des Ordens der Weißen Rose[11]
- 2011: Collane des Ordens Vytautas des Großen[12]
- 2011: Orden der Freiheit[13] (Ukraine)